# Veii
Veii (også Veius; italiensk: Veio) var en vigtig etruskisk by fra oldtiden beliggende på den sydlige grænse af Etrurien ca. 16 km nord-nordvest for Rom, Italien. Den ligger i dag i Isola Farnese, i Roms kommune. Mange andre steder tilknyttet til bystaten Veii er i Formello, umiddelbart mod nord. Formello er opkaldt efter de drænkanaler, der først blev skabt af veianerne.
Veii var den rigeste by i Den Etruskiske Liga. Den var skiftevis i krig og i alliance med det Romerske Kongerige og senere den Romerske Republik i over 300 år. Det faldt til sidst i forbindelse med Slaget ved Veii til den romerske hærføre Camillus' hær i 396 f.Kr. Veii blev fortsat besat efter dets erobring af romerne.
Området er i dag et beskyttet område, og er en del af Parco di Veio, der blev etableret af den regionale myndighed i Lazio i 1997.

## Området

### Byen Veii
Byen Veii ligger hovedsageligt på et tufplateau med et areal på 190 hektar.
Valchetta løber nogle kilometer mod øst for at slutte sig til Tiber-floden på sydsiden af Labaro langs Via Flaminia – og Veiis territorium omfattede dette område.
Dens nærhed til Tiberen og handelsruten til det indre – som blev til Via Flaminia – øgede dens velstand. Veiianerne var kendt for at handle med det nærliggende Grækenland, såvel som med fønikerne, der udgjorde Levanten-regionen. Mange græske potteskår er blevet fundet i hele området, dateret så langt tilbage som det 8. århundrede f.Kr. Selvom floden bragte rigdom og velstand til Veii, placerede den også byen i konkurrence med Rom om herredømmet over Latium.
Junos tempel var det største og mest hædrede i byen.
Det største synlige monument er helligdommen for Minerva fra det 7. århundrede f.Kr., beliggende langs en vigtig rute lige uden for byen (ved det moderne Portonaccio). Før deres tilstrømning af rigdom omkring det 7. århundrede f.Kr., foretrak befolkningen i Veii at tilbede deres guder og gudinder i det fri. Tidlige "templer" bestod af små helligdomme omgivet af løv. På grund af deres affinitet til stjernerne foretrak mange veiianere at tilbede under nattehimlen. Da byen begyndte at blomstre, blev der bygget et officielt tempel af træ og sten. Helligdommen var en af de ældste og mest ærede i Etrurien og skilte sig ud for sine overdådige polykrome terracotta-dekorationer, hvoraf mange kan ses i dag i Villa Giulia. Helligdommen omfattede Apollon-templet fra omkring 510 f.Kr., som tilhørte Apollo af Veii (nu i det nationale etruskiske museum).
De imponerende termiske bade og forum bygget under Augustus' tid er blevet delvist udgravet i de senere år.
Mange rige Tumuli og kammergrave er blevet fundet. Den mest berømte er Grotta Campana, der blev fundet i 1843 – et kammergrav med de ældste kendte etruskiske freskos.
Der er også lange tunneler, der fører ind til byens plateau, hvilket kan bekræfte Livius' beretning om den romerske sejr i forbindelse med Slaget ved Veii.
Murerne i Veii – hvoraf små sektioner stadig findes – grænsede op til de to krydsende vandløb ved at bruge vandløbene som en grøft, med en mur på tværs af plateauet, der lukkede trekanten.

### Piazza d'Armi
Alle etruskisk højborg blev bygget på en forhøjning, og Veii var ingen undtagelse. Dens arx – eller citadel – blev placeret på en skrænt afgrænset af klipper inden for vinklen af sammenløbet af to vandløb, næsten adskilt fra hovedryggen af en kløft, gennem hvilken der løb en vej i den romerske periode. Et arkæologisk sted, Piazza d'Armi ("militærpladsen"), markerer stedet i dag.

## Eksterne links
- Officiel hjemmeside Arkiveret 11. april 2022 hos  Wayback Machine (italiensk)
- Parco di Veio (italiensk)